# ذا ريتورن أوف إيشتار
ذا ريتورن أوف إيشتار (باليابانية: イシターの復活) هي لعبة أكشن تقمص الأدوار تم نشرها بواسطة نامكو في سنة 1986. هي تكملة للعبة ذا تاور أوف دراوغا وألتي تم إطلاقها في سنة 1984. اللعبة تبدأ بعد إنقاذ جلجامش لكي ومحاولة هروبهم من البرج.